# Fotodetektor
En fotosensor eller fotodetektor er en sensor der er følsom for lys eller anden elektromagnetisk stråling. Der er adskillige typer:

- Optiske detektorer, som almindeligvis er kvantemekaniske komponenter hvor hver foton producerer en diskret effekt.
- Kemiske detektorer, såsom fotografiske plader, hvor et sølvhalid-molekyle spaltes til et atom af metallisk sølv og et halogen atom.
- LDR-modstande som ændrer elektrisk modstand med lysstyrken.
- Solceller som producerer en elektrisk spænding og yder en elektrisk strøm når belyst.
- Fotodioder
- Fotoforstærker-elektronrør
- Fotoelektronrør
- Fototransistor
- Optiske detektorer som faktisk er følsomme temperaturmålere, der registrerer den opvarmende effekt som ydes, når absorberet stråling omsættes varme – f.eks. pyroelektrisk detektor, Golay-celle, termokobler og termistor, men de sidste to er mindre følsomme.
- Cryogenisk detektor er tilstrækkelig følsomme til at måle energien i en enkelt røntgenfoton, synlige fotoner og infrarøde fotoner.[2]
- Charge-coupled device (CCD)
- Lysdioder kan fungere som fotodioder og solceller, specielt en del af de højeffektive af slagsen.